# Schwengelrecht
Das Schwengelrecht, auch Anwenderecht, ist ein altes Nachbarrecht. Der Begriff Schwengel bezeichnet dabei einen Querbalken, mit dem das Geschirr eines Zugtieres, z. B. an einem Pflug, befestigt wird. 
Das Schwengelrecht soll es einem Landwirt ermöglichen, sein Feld bis an die Grundstücksgrenze heran zu bewirtschaften. Zu diesem Zweck darf er mit landwirtschaftlichem Gerät diese Grenze teilweise, z. B. mit einem Rad seines Gerätes oder früher mit einem Zugtier, überschreiten. Damit das Recht nicht vereitelt wird, kann der Landwirt auch verlangen, dass Einfriedungen einen bestimmten Grenzabstand einhalten. Für denjenigen, dessen Grundstück durch das Schwengelrecht beeinträchtigt wird, liegt keine Eigentumsstörung im Sinne von § 1004 BGB vor. Es handelt sich dabei nur um eine inhaltliche Beschränkung, die nicht abwehrbar ist. 
Soweit das Schwengelrecht in Landesgesetzen vor Inkrafttreten des BGB bestanden hat, besteht es nach Art. 124 EGBGB fort. In modernen Recht findet sich das Schwengelrecht noch teilweise in den Nachbarrechtsgesetzen einiger Bundesländer. 
- Baden-Württemberg

§ 10 Abs. 2 NRG – Maueraußenseite oder Böschungsfuß mit 0,50 m Grenzabstand zu landwirtschaftlichen Grundstücken
§ 11 Abs. 1 NRG – Einfriedungen von Grundstücken mit 0,50 m Grenzabstand zu landwirtschaftlichen Grundstücken (erweitert sich ab 1,50 m Einfriedungshöhe entsprechend)
- Hessen

§ 16 Abs. 1 Hess. NachbG – Einfriedungen von Grundstücken mit 0,50 m Grenzabstand im Außenbereich
- Niedersachsen

§ 31 Abs. 1 NNachbG – Einfriedungen von Grundstücken mit 0,60 m Grenzabstand im Außenbereich zu landwirtschaftlichen Grundstücken
- Nordrhein-Westfalen

§ 36 Abs. 2 NachbG NRW – Einfriedungen von Grundstücken mit 0,50 m Grenzabstand im Außenbereich
- Sachsen

§ 7 Abs. 1 SächsNRG – Einfriedungen von Grundstücken mit 0,60 m Grenzabstand im Außenbereich zu landwirtschaftlichen Grundstücken
- Sachsen-Anhalt

§ 24 Abs. 2 NbG – Einfriedungen von Grundstücken mit 0,50 m Grenzabstand im Außenbereich zu landwirtschaftlichen Grundstücken
- Rheinland-Pfalz

§ 42 Abs. 1 LNRG – Einfriedungen von Grundstücken mit 0,50 m Grenzabstand im Außenbereich zu landwirtschaftlichen Grundstücken
- Saarland

§ 46 Abs. 1 SaarNRG – Einfriedungen von Grundstücken mit 0,88 m Grenzabstand im Außenbereich zu landwirtschaftlichen Grundstücken
- Thüringen

§ 42 Abs. 1 ThürNRG – Einfriedungen von Grundstücken mit 0,50 m Grenzabstand im Außenbereich zu landwirtschaftlichen Grundstücken